# Oceanium
Het Oceanium is het openbaar aquarium van Diergaarde Blijdorp te Rotterdam.
Op 27 juni 2001 werd het Oceanium officieel geopend. Het was echter al ongeveer een jaar eerder voor het publiek te zien. Dit is omdat er toen tijdelijk geen geld was om de laatste verblijven (de Falklands voor de koningspinguïns en de Galapagos voor de Galápagosreuzenschildpadden) te realiseren; een jaar later waren ook deze af.
Het Oceanium is het grootste project van Blijdorp tot nu toe. Het bevindt zich in het uitbreidingsgedeelte van Blijdorp, inclusief een nieuwe ingang, restaurant de Lepelaar en een parkeerterrein, dat plaats biedt aan 1400 auto's.
In het Oceanium ga je op ontdekkingsreis door de oceanen. Daarnaast ga je ook een stuk weer terug aan land, waar een aantal landdieren uit Midden-Amerika en woestijndieren in de 'Zee van Cortez' te zien zijn.
Het Oceanium heeft onder andere een haaientunnel, walvisexpositie, publiekslaboratorium, koraalrif, kelpwoud en een vogelrots vernoemd naar Bass Rock. Ook is er het 'Caraïbisch Café' dat heel kleurrijk en in Antilliaanse stijl is.
Voor de komst van het Oceanium was het aquarium te vinden in de Rivièrahal, in één van de zijvleugels.

## Sunport
Op het dak van het Oceanium bevindt zich de grootste zonne-energiecentrale van Nederland binnen de bebouwde kom. De centrale heeft de naam 'Sunport' gekregen. Het 5000 vierkante meter dakoppervlak van het Oceanium bevat rond de 3400 zwart/grijs gekleurde zonnepanelen, met een gezamenlijk vermogen van 510 kilowattpiek. De zonnecentrale levert circa 325.000 kWh elektriciteit per jaar. Blijdorp gebruikt die opgewekte elektriciteit gelijk in het Oceanium zelf, vooral bij de koeling van het verblijf van de koningspinguïns. De zonne-energiecentrale heeft bijna 3,9 miljoen euro gekost, inclusief de bouw, het onderhoud en een educatief programma. De centrale is officieel geopend door Ivo Opstelten, destijds burgemeester van Rotterdam.

## Zeewater
Alle aquaria in het Oceanium bevatten schoon zeewater, in totaal is dat meer dan acht miljoen liter water. Maandelijks wordt er maar 2 tot 5% van het totaal ververst, dit is te danken aan de 10 filters die met 22 verschillende modules het water schoonhouden. Hierdoor kan al het water in de haaienbak (3375 m³) in 160 minuten volledig gefilterd en rondgepompt worden.
Ook krijgt Blijdorp water uit een containerschip van Maersk dat zeewater inlaadt in haar ballasttanks bij Newfoundland. In de haven van Rotterdam verandert het evenwicht van het schip doordat er aan de bakboordzijde containers worden gelost, waardoor het containerschip water moet lozen. Indien de waterkwaliteit goed is krijgt Blijdorp de gelegenheid om het water op te vangen met een binnenvaartschip(de HaaiBaai) dat het naar het Oceanium zal vervoeren.
Zo krijgt Blijdorp met enige regelmaat vers zeewater uit Newfoundland.

## De dieren (selectie)

### Bass Rock
- Drieteenmeeuw
- Eidereend
- Papegaaiduiker
- Zeekoet

### Noordzeeaquaria
- Atlantische steur
- Goudbrasem
- Haring
- Hondshaai
- Kathaai
- Makreel
- Schol
- Zeebaars

### Haaientunnel
- Amerikaanse pijlstaartrog
- Echte karetschildpad
- Glaucostegus cemiculus
- Groene zeeschildpad
- Grote barracuda
- Valse haring
- Verpleegsterhaai
- Zandbankhaai
- Zwartneushaai
- Zwartpunthaai

### Great Barrier Reef
- Driebandanemoonvis
- Geelstaartzeilvindoktersvis
- Markiezinnetje
- Picasso-doktersvis
- Rode vlagbaars

### Caraïbisch strand en mangrove
- Ballonegelvis
- Koeneusrog
- Neerkijker
- Tienponder

### Caraïbisch café
- Antilliaanse leguaan
- Cubaanse hutia
- Helmbasilisk
- Montserratfluitkikker
- Neushoornleguaan
- Pinchéaapje

### Amazone
- Cuviers gladvoorhoofdkaaiman
- Roodbuikpiranha
- Zwartgestreepte kopstaander

### Eilandhoppen
- Ezelspinguïn
- Galápagosreuzenschildpad
- Helmparelhoen
- Koningspinguïn
- Ringstaartmaki

### Natuurbehoudscentrum
- Ambystoma dumerilii
- Annam-waterschildpad
- Coloradopad
- Cuora mccordi
- Egyptische landschildpad
- Gilamonster
- Komodovaraan
- Madagaskar-halsbandleguaan
- Madagaskarschildpad
- Ménégauxs lijstergaai
- Roelroel
- Shamalijster
- Titicacakikker
- Vuursalamander

### Californische kelpwouden
- Amerikaanse kreeft
- Californische stierkophaai
- Californische zeeleeuw
- Garibaldi
- Luipaardhaai

Aeres MBO Barneveld ·
Almere Jungle ·
Animal Farm ·
Apenheul ·
AquaZoo Leeuwarden ·
Aquazoo Leerdam ·
Artis ·
Artisklas Haarlem ·
Berkenhof Tropical Zoo ·
BestZoo ·
Botanische Tuinen Universiteit Utrecht ·
Center Parcs Het Heijderbos ·
Centrum voor Natuur- en Milieu Educatie ·
WaterLand Neeltje Jans ·
DierenPark Amersfoort ·
Dierenpark De Oliemeulen ·
Dierenpark Zie-ZOO ·
Diergaarde Blijdorp ·
DoeZoo Insektenwereld ·
Dolfinarium Harderwijk ·
Ecomare ·
Eindhoven Zoo ·
Faunapark Flakkee ·
Fort Kijkduin ·
GaiaZOO ·
Hof van Eckberge ·
Informatiecentrum De Noordwester ·
Kabouterland ·
Kasteelpark Born ·
Koninklijke Burgers' Zoo ·
Dierenpark Hoenderdaell ·
Muzeeaquarium Delfzijl ·
Natuurcentrum Ameland ·
Omnium Goes Tropisch bos ·
Ouwehands Dierenpark ·
Pantropica ·
Passiflorahoeve ·
Plaswijckpark ·
Reptielenhuis De Aarde ·
Reptielenzoo Iguana ·
Safaripark Beekse Bergen ·
Sea Life Scheveningen ·
Stichting AAP ·
Stichting Das & Boom ·
Taman Indonesia ·
Texel ZOO ·
Uilen- en Dierenpark De Paay ·
Van Blanckendaell Park ·
Vlinderparadijs Papiliorama ·
Vlinders aan de Vliet ·
Vlindersafari ·
Vlindertuin De Kas ·
Vlindorado ·
Vogelpark Avifauna ·
Vogelpark Ruinen ·
Vogelrevalidatiecentrum Zundert ·
Wereldtuinen Mondo Verde ·
Wildlands Adventure Zoo Emmen ·
Wonderwereld ·
Zee Aquarium Bergen aan Zee ·
ZooParc Overloon ·
Zoo Veldhoven
Opgeheven: Animali Vogel- en dierenpark · Noorder Dierenpark Emmen · Dierenpark Wassenaar · Dierenpark Wissel · Dolfirama · Dolfirado · Dolfirodam · Grottenaquarium Valkenburg · Fazanterie de Rooie Hoeve · Haagse Dierentuin · Kasteeltuinen Arcen · Klant’s Dierentuin · Klein Costa Rica · Labyrinth Boekelo · Papegaaienpark N.O.P. · Reptielenzoo "SERPO" · Schildpaddencentrum · Stonehenge Wildlife · Tilburgs dierenpark · Tropisch Oosten · Vogel- en wandelpark Abbeweer · Zodiac Zoos